# خوان خورکرا
خوان خورکرا (اسپانیایی: Joan Jorquera‎؛ زادهٔ ۱۴ ژوئیهٔ ۲۰۰۰) تکواندوکار اهل اسپانیا است.
وی در مسابقات کشوری و بین‌المللی در مجموع برندهٔ ۱ مدال نقره، ۳ مدال برنز شده‌است.